# Vaneča
Vaneča – wieś w Słowenii, w gminie Puconci. W 2018 roku liczyła 456 mieszkańców.